# Casco renano

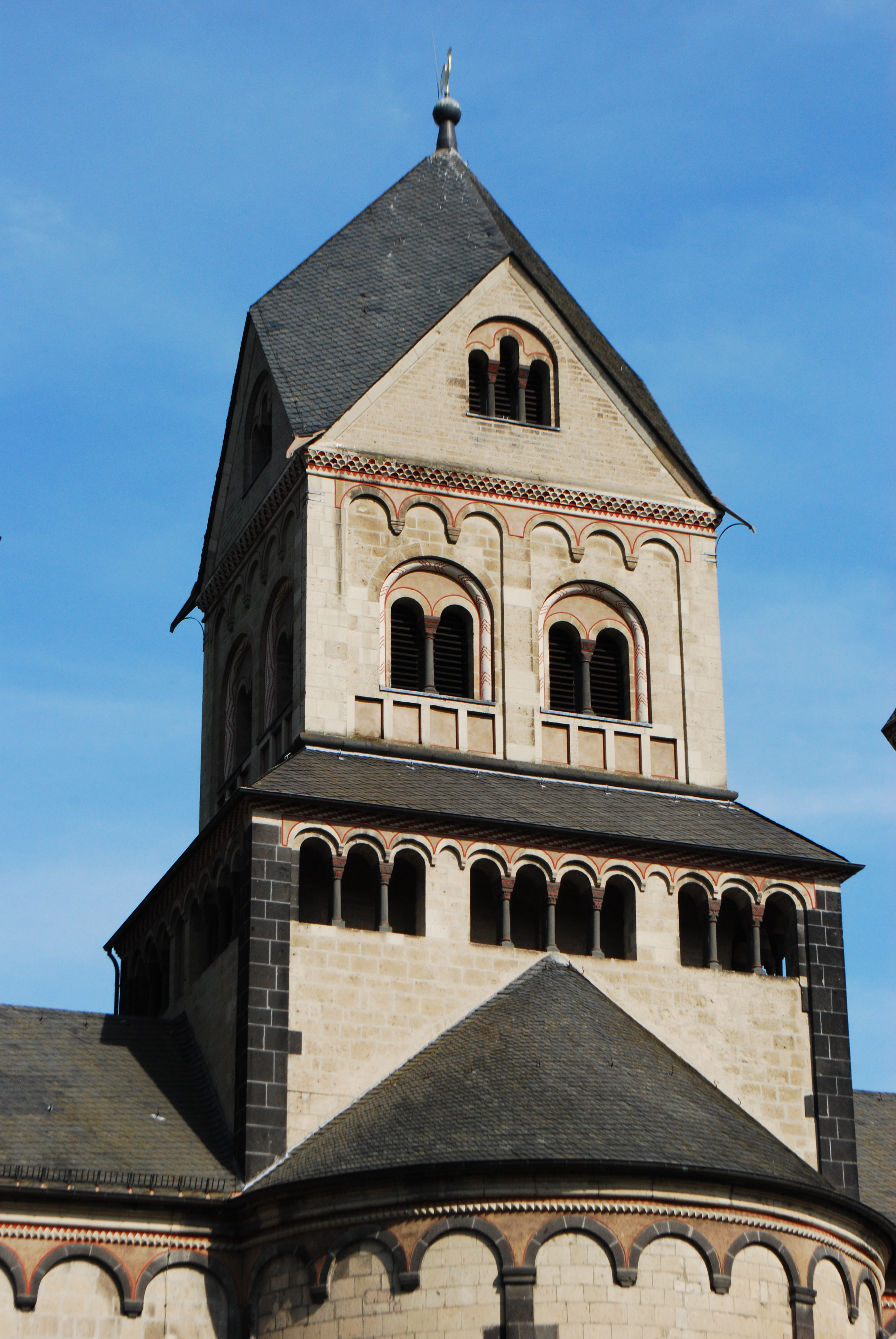
Torre de la Abadía de Santa Maria Laach con casco renano

El casco renano es un tipo de chapitel típico de la arquitectura románica de las iglesias históricamente característico de la región alemana de Renania.
Se trata de una configuración particular de tejado piramidal con el que se rematan torres de planta cuadrada. Cada uno de los cuatro lados del techo tiene forma de romboide, con la diagonal larga que va desde el vértice del techo hasta una de las esquinas de la coronación de la torre. Cada lado de la torre está coronado por un hastial triangular, desde cuyos vértices superiores parten las cuatro aristas que convergen en el ápice del tejado. Así, las aristas del techo piramidal no se corresponden con las esquinas de la torre, sino con los picos de los hastiales.
Un ejemplo temprano, si no el primero, de tales agujas se puede encontrar en las cuatro torres principales de la Catedral de Espira. Las agujas de casco renano se encuentran principalmente en la Renania histórica, pero hay algunas iglesias en otras áreas con tejados similares.

## Ejemplos de iglesias en la Renania histórica
- Catedral de Espira

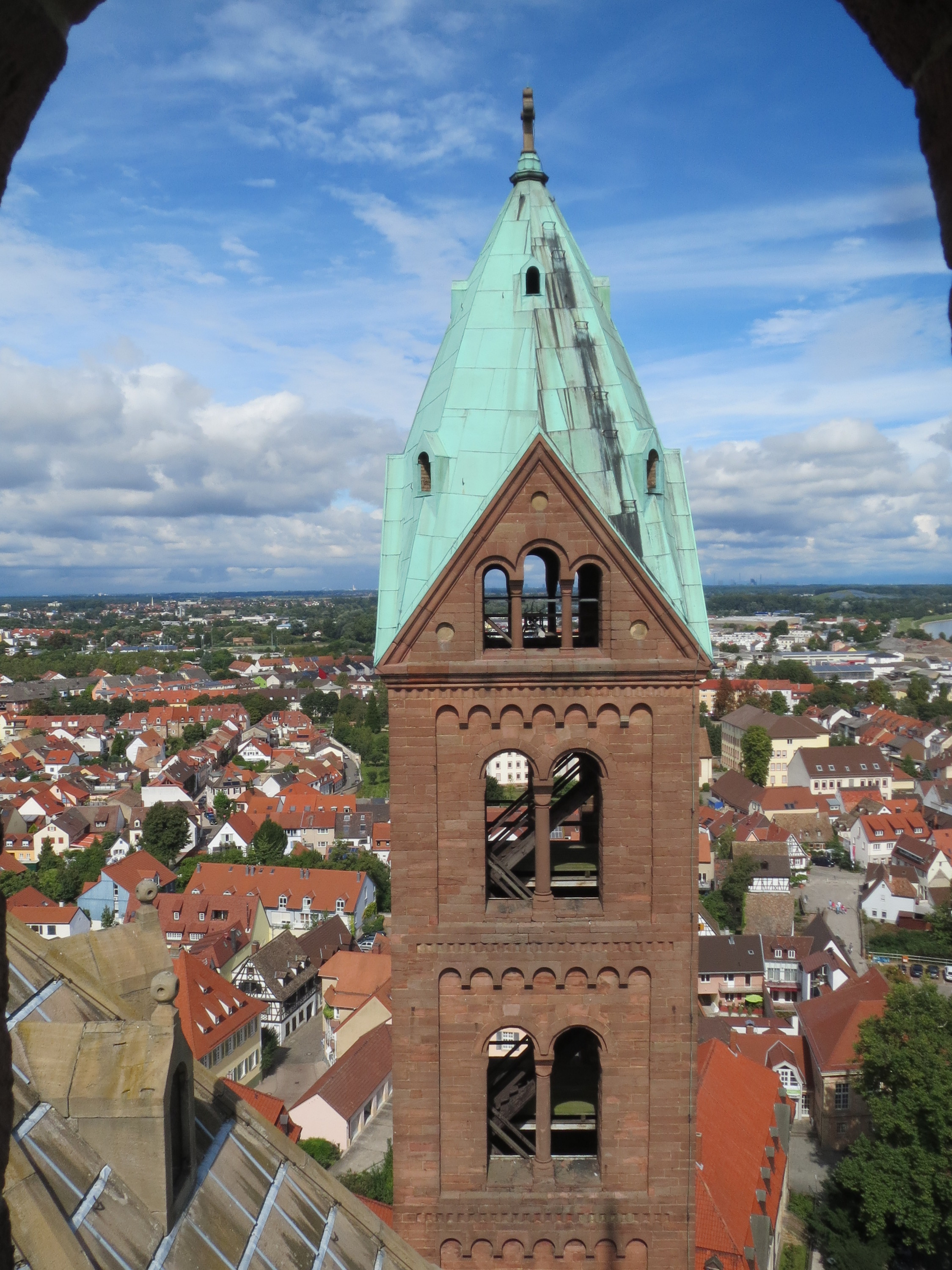
Torre de la Catedral de Espira

- Abadía de Santa Maria Laach, cerca de Andernach
- Basílica de San Cástor, Coblenza
- Colegiata Saint-Barthélemy de Lieja, Lieja
- Catedral de San Jorge (Limburgo)
- San Dionisio, Rhens
- Iglesia de Munster, Roermond
- Iglesia de la Santa Fe (Sélestat)
- Basílica de los Santos Apóstoles (Colonia)
- Santa María Lyskirchen (Colonia)
- Iglesia de San Aegidio, Bad Honnef
- Abadía de Eibingen

## Ejemplos de iglesias fuera de la Renania histórica

### Alemania
- Iglesia de Santa María (Lübeck)

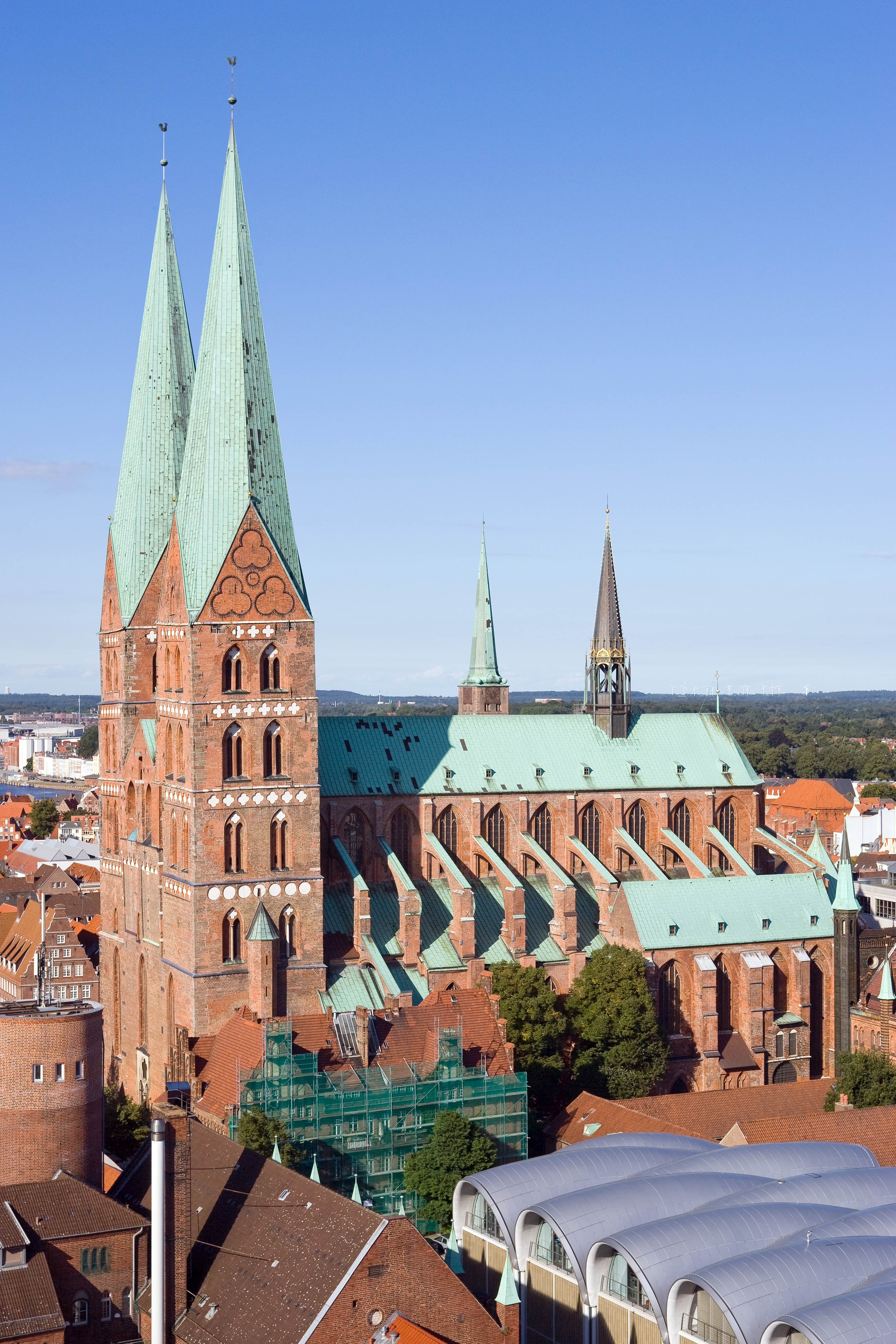
Iglesia de Santa María (Lübeck)

- Iglesia del Silencio, Brebach-Fechingen, Saarbrücken

### Holanda
- Basílica de la Asunción de Nuestra Señora (Maastricht)

### Canadá
- Iglesia Morava, Nain, Terranova y Labrador
- Iglesia anglicana de San Pedro y San Juan, Baddeck, Nueva Escocia
- Iglesia anglicana de la Trinidad, Jordan Falls, Nueva Escocia

### China

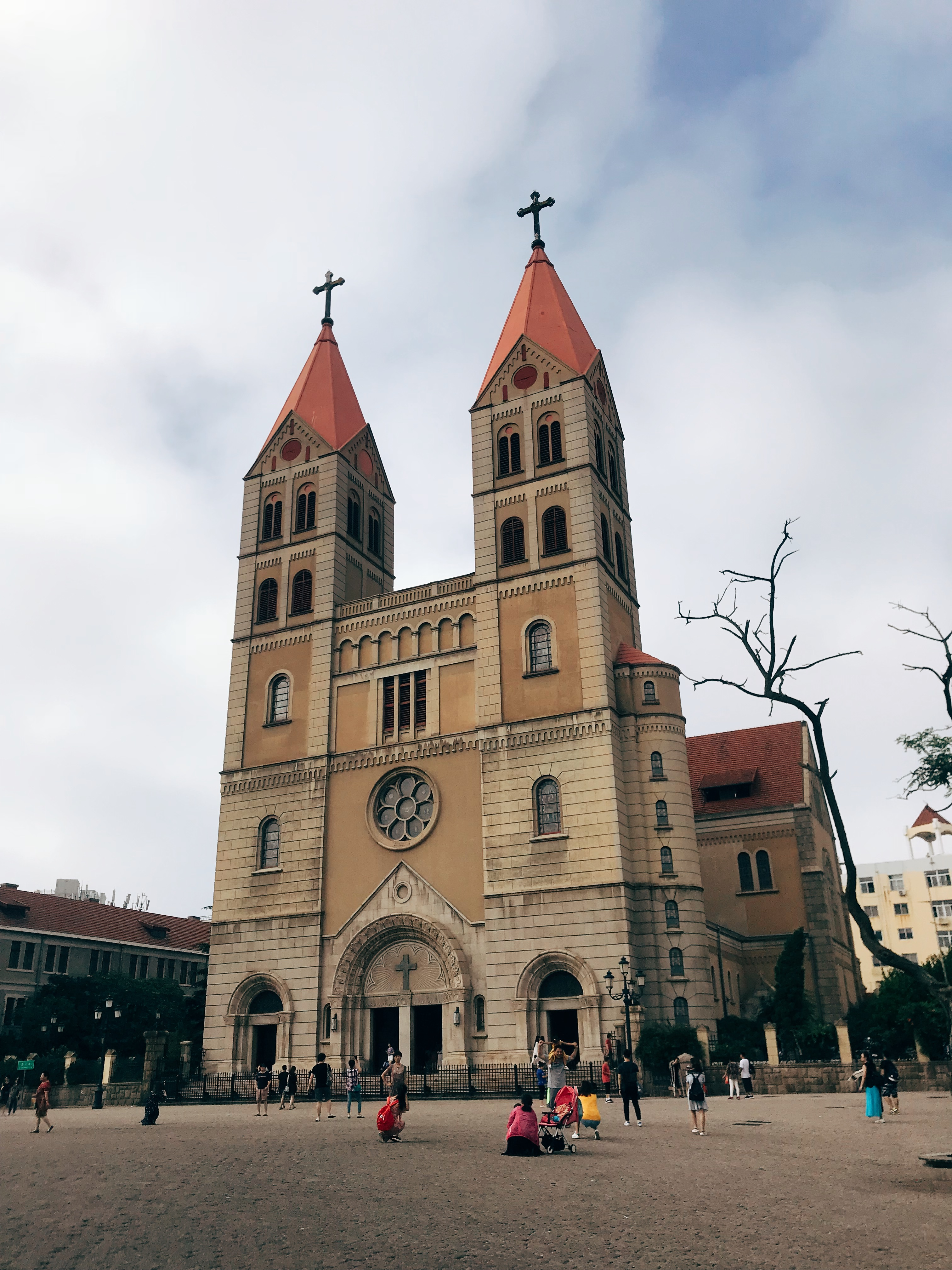
Catedral de San Miguel (Qingdao)

- Catedral de San Miguel (Qingdao)

### Inglaterra
- Iglesia de Santa María la Santísima Virgen (Sompting), Sussex Occidental
- Iglesia de Santa Margarita (Wormhill), Derbyshire
- Iglesia de Santa María, Flixton, Suffolk
- San Pedro y San Pablo, Hawkley, Hampshire
- Iglesia de San Esteban, West Bowling, Bradford, Yorkshire del Oeste
- Iglesia de San Andrés, Churcham, Gloucestershire
- Iglesia de Santa Ana, Bowden Hill, Wiltshire

### Hungría
- Iglesia de la abadía de Saint James, Lébény
- Iglesia de María Magdalena, Egregy, Hévíz

### Dinamarca
- Catedral de Nuestra Señora de Ribe

## Otros ejemplos
- Preußisches Regierungsgebäude, Coblenza
- Templo Nuevo (Metz)